# تراورس (استحکامات)
تراورس (انگلیسی: Traverse) در اصطلاحات نظامی و مهندسی رزمی، استحکامات و توده‌ای از خاک یا مواد دیگر است که برای محافظت از سربازان در برابر حمله دشمن به کار می‌رود. این خاکریز با زاویه قائمه نسبت به جان‌پناه مدافعان ساخته می‌شود و به اندازه کافی تا عقب ادامه می‌یابد تا محافظت مورد نیاز شرایط را فراهم کند، که علاوه بر این، ارتفاع آن را تعیین می‌کند. تراورس گاهی اوقات به عنوان سنگر استفاده می‌شود. کارهای میدانی معمولی، به اندازه کارهای با سازه‌های محکم‌تر، نیاز به تراورس دارند، اگرچه خندق‌ها به جای اینکه پیوسته باشند، به قطعات کوتاه تقسیم شوند، توسط خاک یکپارچه‌ای که بین هر قطعه قرار دارد، پیموده می‌شوند.